# Confine tra Cambogia e Thailandia
Il confine tra la Cambogia e la Thailandia deriva per la maggior parte dagli accordi franco-siamesi del 1907.

## Storia
Fino alla fine del XIX secolo, i due paesi non avevano confini fissi. Si estendevano ai territori in cui vivevano gli abitanti che pagavano i tributi ai sovrani dello Stato in questione. Saranno i francesi, impossessandosi della Cambogia, a imporre l'idea di delimitare le regioni per poter esercitare il dominio di ciascun paese.
Nel 1867 fu firmato un trattato franco-thailandese con il quale il Siam riconobbe il protettorato francese sulla Cambogia in cambio della piena sovranità sulle province di Battambang, Siem Reap, Banteay Meanchey e Otdar Meancheay. Il re cambogiano Norodom, da parte sua, disapprovò con veemenza questa cessione. Fino alla sua morte, non perse alcuna occasione per chiedere la restituzione di questo territorio; nel 1900, durante un viaggio in Francia, il figlio Yukanthor indicò le province di Battambang e Angkor come l'Alsazia e la Lorena cambogiane.
Le motivazioni francesi relative alle concessioni al Siam erano essenzialmente due. La prima era relativa alla volontà francese di consolidare le proprie posizioni lungo il fiume Mekong nella speranza di avere una via fluviale nel cuore della Cina. La seconda era legata alla bravura dei negoziatori siamesi che, di fronte alle difficoltà delle trattative a livello locale, decisero di inviare una delegazione a Parigi per trattare direttamente con il Quai d'Orsay, poco avvezzo alle sottigliezze regionali, e desiderosi di ottenere Battambang e Angkor in cambio dell'abbandono di settori da cui erano già stati espropriati militarmente.
La perdita di queste province venne tuttavia messa in discussione, in particolare, nel 1903 quando, durante la visita in Francia del re Rama V, si propose di costituire un comitato misto con l'incarico di risolvere definitivamente i problemi di confine. Il 13 febbraio 1904 si creò la commissione incaricata ufficialmente di delimitare il confine tra i due stati. Venne concordato tra i due governi che la stesura delle mappe sarebbe stata affidata alla Francia, anche perché il Siam non disponeva di mezzi tecnici sufficienti per farlo. La commissione fu guidata dal comandante francese Fernand Bernard, che affermava l'incoerenza del tracciato previsto, riferendosi alle regioni del protettorato popolate quasi esclusivamente da thailandesi, con il fine di chiedere uno scambio tra quello che diventerà l'ovest del regno Khmer e le regioni Trat e Dan Sai (attualmente nella provincia thailandese di Loei). Il trattato del 27 marzo 1907 confermò questo cambiamento e sancì il ritorno in Cambogia delle province di Battambang, Siem Reap e Sisophon. D'altra parte, nel nord della Cambogia, dato che le due parti avevano concordato di seguire la linea delle creste montuose dei monti Dângrêk, venne fatta una piccola deviazione al tracciato a livello del tempio di Preah Vihear per mettere quest'ultimo sul lato cambogiano, creando una sorta di enclave che sarebbe poi diventata fonte di dispute.
Due nuovi trattati franco-siamesi completarono gli accordi nel 1927 e nel 1937, ma a Bangkok si sviluppò un forte risentimento antifrancese sulle frontiere che erano state imposte e che venivano conseguentemente considerate illegali. L'acredine, che sarebbe continuata fino ad oggi, fece della Thailandia un rifugio per i gruppi ribelli Khmer opposti ai regimi che si sarebbero poi succeduti a Phnom Penh. 

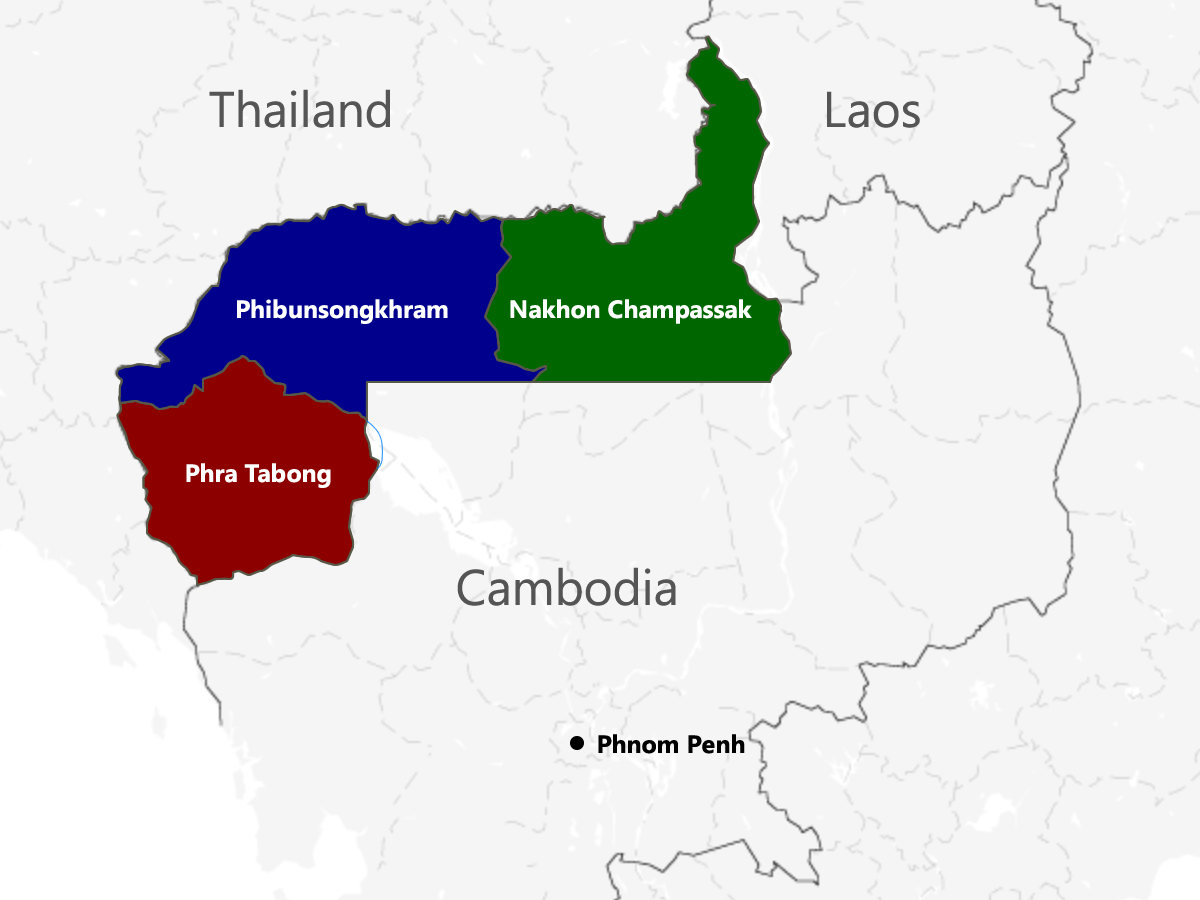
Territori annessi negli anni '40 dalla Thailandia

Durante la seconda guerra mondiale, approfittando della sconfitta della Francia contro la Germania, la Thailandia recuperò, con la convenzione di Tokyo del 1941, le province che aveva perso all'inizio del XX secolo. Anche se per gli Accordi di Washington del 1946 venne costretta a restituirli, ciò dimostra che non rinunciò in nessun modo alla speranza di recuperare un giorno il terreno ceduto alle potenze coloniali.
Nel 1953, dopo l'indipendenza della Cambogia e la partenza dei francesi, l'esercito thailandese si stabilì sul sito del Tempio Preah Vihear. La Cambogia protestò e la questione diventò politicamente delicata in entrambi i paesi. Le relazioni diplomatiche divennero tese e minacce di intervento militare vennero sollevate da entrambe le parti. Nel 1959 la Cambogia portò il caso dinanzi alla Corte internazionale dell'Aia che, il 15 giugno 1961, decise con 9 voti contro 3 che il tempio sarebbe appartenuto alla Cambogia. La Thailandia reagì con veemenza e furono organizzate proteste di massa in tutto il paese contro tale decisione. Infine, Bangkok accettò a malincuore di abbandonare il sito.

Nel 1979, con l'offensiva vietnamita in Cambogia, il confine divenne una zona di combattimento per i successivi vent'anni. La parte thailandese si riempì di campi profughi e di aree di ripiego per i combattenti del governo della coalizione democratica della Kampuchea opposti ai Bộ đội e ai loro alleati nella Repubblica popolare di Kampuchea. Per porre fine a queste incursioni, le autorità di Hanoi decisero nel 1984 di costruire una linea di difesa lungo gli 800 chilometri di confine. Il progetto, denominato K5 e meglio conosciuto con il nome di "muro di bambù", mobilitò tra i 140.000 e i 180.000 cambogiani ma, dato il suo costo umano, fu abbandonato nel 1986.

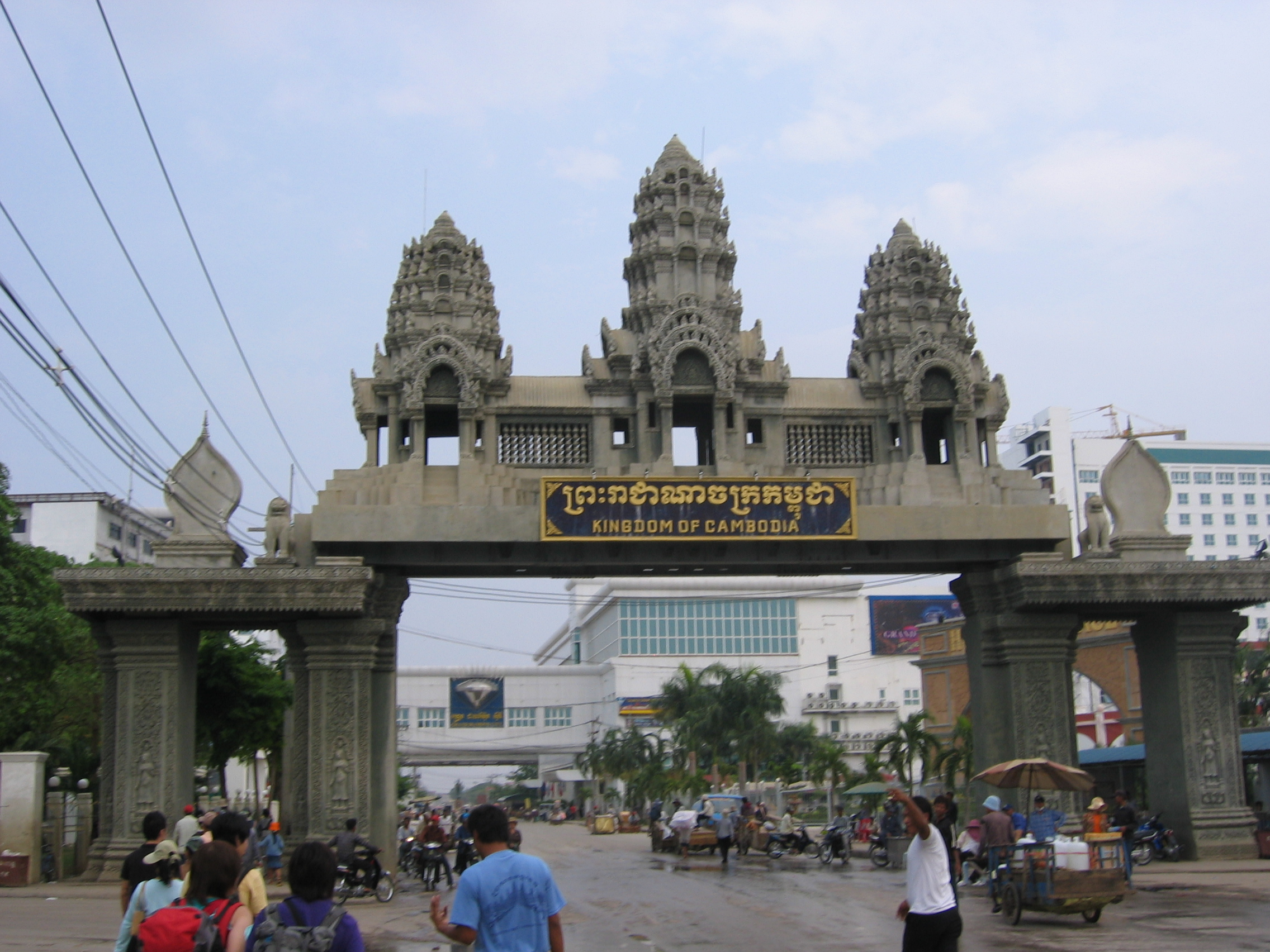
Posto di frontiera cambogiano di Poipet

La disputa di Preah Vihear è riemersa nel 2008, quando la Cambogia ha registrato il tempio come Patrimonio dell'umanità. Il primo ministro thailandese Samak Sundaravej, che aveva inizialmente accettato l'approvazione, ha fatto marcia indietro di fronte alla furia dell'opinione pubblica e ha contestato la sovranità di una parte del sito registrato. La crisi è degenerata in una serie di manifestazioni di forza tra gli eserciti dei due Paesi, fino al 2013, data di una nuova sentenza della Corte internazionale di giustizia che ha confermato i diritti sul sito da parte della Cambogia.
A settembre 2022, funzionari governativi hanno dichiarato che la demarcazione del confine era stata completata in 13 aree e che le restanti 11 erano in fase di negoziazione. Il 28 maggio 2025, un soldato dell'Esercito cambogiano è stato ucciso durante uno scontro con le truppe thailandesi. Entrambe le nazioni si sono accusate a vicenda di aver sconfinato nei rispettivi territori. Phumtham Wechayachai, ministro della difesa thailandese, ha affermato che l'apertura del fuoco non era stata prevista da entrambe le parti. La Cambogia ha dichiarato che intendeva rivolgersi alla Corte internazionale di giustizia.
Nel luglio del 2025, il conflitto tra le due nazioni si è riacceso con attacchi da ambo le parti. La Thailandia ha anche chiuso tutti i valichi di frontiera terrestri con la Cambogia. Sono stati segnalati diversi civili tra le vittime.

## Luoghi di passaggio
Il posto di confine principale si trova vicino alla città cambogiana di Poipet.